# روز وحدت آلمان
روز وحدت آلمان یا روز یگانگی آلمان (به آلمانی: Tag der Deutschen Einheit)، یک روز تعطیل ملی در کشور آلمان است که از سال ۱۹۹۰ در ۳ اکتبر جشن گرفته می‌شود.
این روز بزرگداشت سالگرد بازیگانگی آلمان است که در آن آلمان یگانه دوباره تحقق یافت.

## انتخاب
برای انتخاب روز اتحاد دو آلمان هلموت کول، صدر اعظم وقت آلمان غربی، گرامی داشت اتفاقات نوامبر ۱۹۸۹ را در نظر داشت، زمانی که دولت آلمان شرقی استعفا داد و مردم به خیابان‌ها آمده و با تظاهرات خود منجر به فروپاشی دیوار برلین شدند. در عین حال او نمی‌خواست وقایع دیگر نوامبر مانند روز قدیسان ۲ نوامبر و ۹-۱۰ نوامبر شب‌های کریستالی را با این انتخاب تحت شعاع قرار دهد. انتخاب ۳ اکتبر با نظر سازمان هواشناسی آلمان انجام شد، از آنجا که این سازمان اعلام کرد، در این روز بهترین هوا در آلمان به‌طور متوسط اتفاق می‌افتد.

## مراسم
در این روز، اتحاد دو آلمان با انجام سخنرانی‌ها، جشن‌ها و مراسم‌های عمومی با شرکت مقامات دولتی جشن گرفته می‌شود. این جشن‌ها هر ساله ۳۰۰۰۰۰ نفر را به سوی خود جلب می‌کنند. در هر سال یک شهر در یکی از ایالت‌های آلمان میزبان این جشن است تا این جشن در شهرهای مختلف آلمان جابه‌جا شود. در سال ۲۰۱۲ این جشن‌های در مونیخ برگزار شدند.